# Craig Lewis
Craig Lewis (født 1. oktober 1985) er en amerikansk tidligere professionel landevejsrytter.